# Liste des lacs de la Pologne
La liste des lacs de la Pologne recense les principaux plans d'eau du pays. Les données concernant les lacs proviennent de diverses sources, ce qui peut entraîner des variations dans les chiffres rapportés, notamment en ce qui concerne les superficies, volumes, altitudes et profondeurs maximales.
.

## Répartition géographique
La Pologne compte 9 296 lacs de plus d'un hectare couvrant une superficie totale d'environ 3 169 km2. 86 % de cette surface est concentrée dans le district des lacs de Poméranie et le région des lacs de Mazurie (50% en Mazurie et 36% en Pomeranie). 12 %  est localisée dans le pays des lacs de Grande-Pologne. La majorité des lacs polonais sont des lacs canaux postglaciaires longs et étroits souvent reliés en complexes longs et étroits. Les deux plus grands lacs de Pologne sont le lac Śniardwy, avec une superficie de 114 km², et le lac Mamry, qui s'étend sur 104 km². Ces lacs, reliés par des rivières et des canaux, forment un vaste système de voies navigables, offrant des opportunités pour diverses activités de plein air comme la voile, le canoë-kayak, et la pêche. La région des lacs de Mazurie, avec ses paysages pittoresques et ses eaux cristallines, attire de nombreux touristes chaque année, faisant de cette zone une destination prisée pour les amateurs de nature et de sports nautiques

## Classement des lacs de Pologne par superficie
| Rang | Nom          | Nom local                      | Type                            | Région (Voïvodie) avec états riverains | Superficie (km²) | Volume (km³) | Altitude (m) | Profondeur maximale (m) | Localisation                 | Photo |  |
| ---- | ------------ | ------------------------------ | ------------------------------- | -------------------------------------- | ---------------- | ------------ | ------------ | ----------------------- | ---------------------------- | ----- |  |
| 1    | Lac Śniardwy | en polonais : Jezioro Śniardwy | Lac naturel d’origine glaciaire | Varmie-Mazurie                         | 113,8            | 6,577        | 115,7        | 23,4                    | 53° 46′ N, 21° 45′ E         |       |  |
| 2    | Lac Mamry    | en polonais : Jezioro Mamry    | Lac naturel d’origine glaciaire | Varmie-Mazurie                         | 102,8            | 0,292        | 116,2        | 43,8                    | 54° 10′ 18″ N, 21° 41′ 20″ E |       |  |
| 3    | Lac Łebsko   | en polonais : Jezioro Łebsko   | Lac naturel côtier              | Poméranie                              | 71,4             | 0,117        | 0,3          | 6,3                     | 54° 43′ 07″ N, 17° 24′ 39″ E |       |  |
| 4    | Lac de Dąbie | en polonais : Jezioro Dąbie    | Lac naturel d’origine glaciaire | Poméranie-Occidentale                  | 54,9             | 0,126        | 0,7          | 8,2                     | 53° 27′ 57″ N, 14° 39′ 11″ E |       |  |
| 5    | Lac Miedwie  | en polonais : Jezioro Miedwie  | Lac naturel d’origine glaciaire | Poméranie-Occidentale                  | 35,2             | 0,7          | 14           | 43,8                    | 56° 16′ 04″ N, 14° 53′ 28″ E |       |  |
| 6    | Lac Jeziorak | en polonais : Jezioro Jeziorak | Lac naturel d’origine glaciaire | Varmie-Mazurie                         | 32,2             | 0.141        |              | 13                      | 53° 41′ 37″ N, 19° 38′ 26″ E |       |  |
| 7    | Lac Niegocin | en polonais : Jezioro Niegocin | Lac naturel d’origine glaciaire | Varmie-Mazurie                         | 26,0             | 0,257        |              | 39,7                    | 54° 00′ 02″ N, 21° 46′ 53″ E |       |  |
| 8    | Lac Gardno   | en polonais : Jezioro Gardno   | Lac naturel d’origine glaciaire | Poméranie                              | 24,7             | 0,030        |              | 2,6                     | 54° 39′ 05″ N, 17° 06′ 39″ E |       |  |
| 9    | Lac Jamno    | en polonais : Jezioro Jamno    | Lac naturel côtier              | Poméranie-Occidentale                  | 22,4             | 0.031        |              | 3,9                     | 54° 16′ 30″ N, 16° 09′ 05″ E |       |  |
| 10   | Lac Gopło    | en polonais : Jezioro Gopło    | Lac naturel d’origine glaciaire | Couïavie-Poméranie                     | 21,8             | 0.078        |              | 16,5                    | 52° 34′ 49″ N, 18° 21′ 53″ E |       |  |